# ザ・スミス

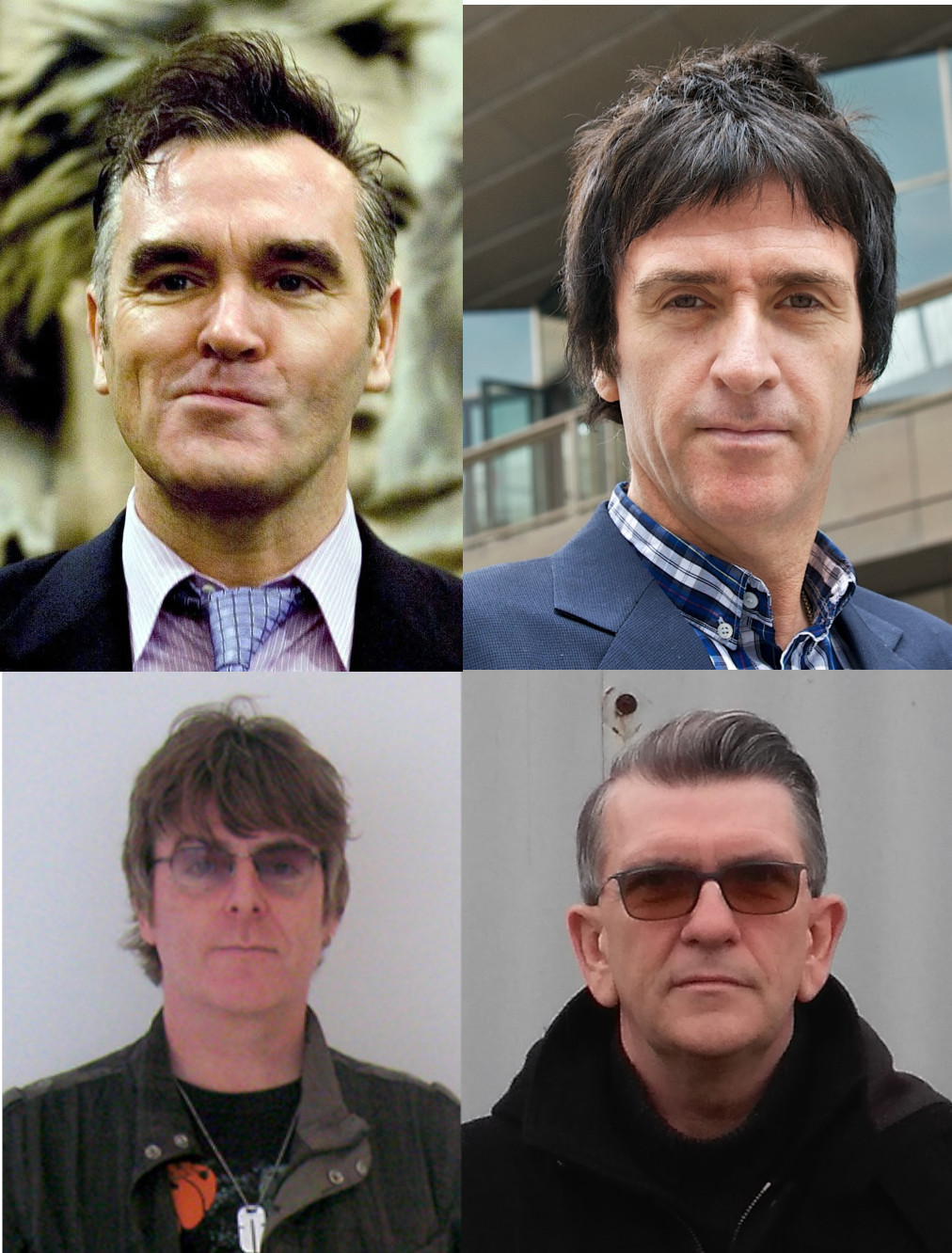
Morrissey, Johnny Marr, Andy Rourke & Mike Joyce

ザ・スミス (英: The Smiths) は、イギリスのロックバンド。1982年、マンチェスターにて結成。インディーズ・レーベルの「ラフ・トレード」に所属し、4枚のスタジオ・アルバムを制作した後1987年9月に解散した。メンバーは労働者階級出身。
実質的な活動期間は5年程度と短く、国外ではさほどヒットしなかったものの、イギリスの若者には熱烈に支持された。今日では1980年代イギリスの最も重要なロックバンドのひとつとして認知されている。また、彼らの視点や音楽性は90年代を代表するブリットポップバンドや、世界の多くのオルタナティヴ・ロックバンド等多くのアーティストに影響を与えたとされる。
アルバム『ミート・イズ・マーダー』ではボーカルのモリッシーが菜食主義を主張している。

## メンバー
- モリッシー （Morrissey）/ボーカル
- ジョニー・マー （Johnny Marr）/ギター
- アンディ・ルーク （Andy Rourke）/ベース
- マイク・ジョイス （Mike Joyce）/ドラム
- クレイグ・ギャノン （Craig Gannon）/ベース、アディショナル・ギター（1986年）

## 来歴

### 結成
1982年始めに、マンチェスター在住の青年2人によって結成された。モリッシー（本名スティーブン・パトリック・モリッシー）は、親と同居する定職のないライターで、アメリカのパンクバンド、ニューヨーク・ドールズのファンクラブを立ち上げ、会報を発行していた。ジョニー・マーは、既にいくつかのバンドに参加したことのある腕の立つギタリスト且つ作曲家で、モリッシーの文章の読者でもあった。
マーがモリッシーを誘い、モリッシーの綴る歌詞に曲をあてることでザ・スミスが始まった。2017年にイギリスで公開された映画『イングランド・イズ・マイン モリッシー, はじまりの物語』はこの頃のマーとモリッシーの出会いを描いたものである。簡単なドラマーのオーディションを行い、マイク・ジョイスが加入した。当初はデイル・ヒバートがベースを担当し、サウンド・エンジニアとして働くスタジオの施設と機材を貸してデモテープを作ったが、2回のライブの後、ベーシストはマーとかつてパリス・ヴァレンティノスというバンドを結成していたアンディ・ルークに代えられた。

### バンド名
『ザ・スミス・ストーリー　心に茨を持つ少年』において、バンド名の由来とされる、モリッシーに影響を与えたザ・フォールのメンバー、マーク E.スミスの名前を引用したという説に対し彼らは否定をした。 モリッシーは1984年のインタビューで「僕が（自分達のバンドをザ・スミスと呼ぶことに）決めた理由は、スミスは最もありふれた名前だからで、今は世界中の普通の人たちが顔を見せる時だと思うんだ」と述べている。

### デビュー
彼らは、地元での評判を元にラフ・トレードと契約し、最初のシングル「ハンド・イン・グローヴ」を1983年5月13日にリリースした。これがBBCラジオ第1のDJ、ジョン・ピールの目に留まり、彼の番組でプッシュされたものの、売れ行きは芳しくなかった。続くシングル「ジス・チャーミング・マン」と「ホワット・ディファレンス・ダズ・イット・メイク?」は、UKシングルチャートの25位と12位に上昇。ザ・スミスはしだいに注目を集め、実質3枚のシングルとライブのみの実績で、この年のNME誌の読者投票でブライテストホープ（最優秀新人）に選ばれた。

### 1stアルバム『ザ・スミス』
1984年2月に、バンドは長らく待たれていたデビュー・アルバム『ザ・スミス』を発表する 。すでに支持層は厚く、このアルバムはUKチャートの2位に達する成功を収めた。
アルバムのリリース直後、モリッシーの長年のアイドルであった1960年代の女性歌手サンディ・ショウが「ハンド・イン・グローヴ」をマー、ルーク、ジョイスをバックにレコーディングした。このヒット・シングルで、ザ・スミスはBBCテレビの生放送音楽番組「トップ・オブ・ザ・ポップス」で裸足で演奏した。
1984年は、アルバムのアウトテイクとなったシングル「ヘヴン・ノウズ」、そして「ウィリアム」を発表した年でもあった。この年末、コンピレーション・アルバム『ハットフル・オブ・ホロウ』がリリースされ、好評をもって迎えられた。

### 2ndアルバム『ミート・イズ・マーダー』
翌1985年2月11日、セカンド・アルバム『ミート・イズ・マーダー』が発売された。『ミート・イズ・マーダー』は結局、コンピレーションアルバムを除けばザ・スミス唯一のUKチャート1位に輝いたアルバムとなった。
アルバムの内容が前作以上に政治的だったように、モリッシーのインタビューも政治的な発言が増えより、論議を起こした。
続くシングル「シェークスピアズ・シスター」（ミート・イズ・マーダー未収録）はチャート的には成功とはいえず、その後7月に出したアルバムからカットされた唯一のシングル「ザット・ジョーク・イズント・ファニー・エニモア」も売れ行きは芳しくなく、チャートの50位にようやく入った程度であった。
9月に出したシングル「心に茨を持つ少年」（原題:The Boy With The Thorn In His Side）は、それまで拒んでいたプロモーション・ビデオを初めて収録した作品になったが、この曲は続くアルバムに大いに期待を持たせる出来であった。

### 3rdアルバム『ザ・クイーン・イズ・デッド』
1985年はザ・スミスにとって、スタジオでサード・アルバムの収録をしながら、イギリスとアメリカでツアーを続ける苛酷な1年だった。翌年、まずシングル「ビッグマウス・ストライクス・アゲイン」がリリースされ、間をおかずに1986年6月、アルバム『ザ・クイーン・イズ・デッド』が発売された。UKチャートでは最高2位となり、音楽誌「SPIN」の1989年の特集「これまで制作された最高のアルバム」では第1位に選ばれた。その他NME紙やメロディ・メイカー紙など、数多くのロック誌や音楽出版物の行う「グレイテスト・アルバム」企画では、『ザ・クイーン・イズ・デッド』がしばしばトップ10にランクインしている。2006年6月には、NMEは全紙面を使って『クイーン・イズ・デッド』発売20周年特集を組んだ。また、同アルバム収録の「ゼア・イズ・ア・ライト・ネヴァー・ゴーズ・アウト」は活動中にシングルカットされたものではなかったにもかかわらず、2012年現在でも最もファンの支持を集める曲の一つである。
しかし、バンドにとって全てが順調というわけには行かなかった。ラフ・トレードとの契約を巡る紛争で、このアルバムは発売が大幅に遅れた。また、メンバーはバンドの多忙なスケジュール、イギリスのメディアの口さがないゴシップ記事、アメリカでのレコード各社による契約争奪戦、その一方でのアメリカのセールスの不調などで燃えつきかけ、ストレスを抱えていた。
マーは後にNMEとのインタビューで、「当時のことは『不調』という言葉では半分も言い表せない。僕はものすごく病気だった。ツアーが完全に終わるまでにはちょっと…危険な状態だった。僕は自分を抑えられる以上の量の酒を飲んでいた」と語っている。そのころ1986年初頭にはルークもヘロインによる問題でバンドを首になっていた。彼は車のフロントガラスに張られたポスト・イットで解雇通知を受け取った。文面は「アンディ  ― 君はザ・スミスを去った。さようなら幸運を祈る。モリッシー」というものだった。　しかし、2009年9月にモリッシーは自身のファン・サイトTruetoyou.net上で「そんなポストカードを俺はこれまで書いたことがないし、解雇を知らせるポストカードをアンディの車に置いた覚えもない」と発言してこれを否定している。 
ルークの代役として、ベースに短期間クレイグ・ギャノン（Craig Gannon）が入ったが、ルークはわずか2週間で復帰を認められた。ギャノンはザ・スミスにとどまり、リズム・ギターに転向した。ギャノンを加え5人で収録したシングル「パニック」と、さらにカースティー・マッコールがバッキングボーカルに入ったシングル「アスク」は1986年夏から秋にかけてリリースされ成功を収め、5人体制になったバンドはイギリスツアーも行った。ギャノンはツアー終了後の1986年10月にバンドを去っている。

### 4thアルバム『ストレンジウェイズ、ヒア・ウイ・カム』、そして解散
1987年は順調に始まった。シングル「ショップリフターズ」は年頭にリリースされ、子供たちに万引きを奨励するかのような歌詞に反発もあったものの、UKチャート12位に達した。
続いてバンド2枚目のコンピレーション・アルバム、『ザ・ワールド・ウォント・リッスン』がリリースされ、アルバムチャートで2位を記録した。
さらにザ・スミス2度目で最後の、チャート10位以内に入ったシングル「シーラ・テイク・ア・バウ」が続く。イギリス国外向けのコンピレーションアルバムとして、『ザ・ワールド・ウォント・リッスン』とほとんど同じ内容にシングル「シーラ・テイク・ア・バウ」とアメリカ未発売の『ハットフル・オブ・ホロウ』からの数曲を加えた『ラウダー・ザン・ボム』も発売された。
セールス的には好調が続いたが、メンバーの考え方の違い、特にモリッシーとマーの間の緊張が高まっていたことによってバンドは分裂の危機にあった。1987年8月、NME誌に掲載された「分裂に向かうスミス」（Smiths to Split）と題する記事をきっかけに、ついにマーがバンドを去ることが発表された。マーは当時この記事を、事実とは異なり、モリッシーの情報提供によるものと疑っていた。
マーの代わりのギタリストを募集するオーディションが行われ、アズテック・カメラのロディ・フレイムが加わるのではないかという憶測も当時はあったが、オーディションは成果なく終わった。9月には4枚目のアルバム『ストレンジウェイズ、ヒア・ウイ・カム』が発売されたが、このアルバム発売前にバンドは解散した。
『ストレンジウェイズ、ヒア・ウイ・カム』はイギリスでチャート2位を獲得したが、アメリカでは小規模な成功にとどまった。しかし「ガールフレンド・イン・ア・コーマ」の悪名高いプロモーションビデオ（長さわずか30秒）はMTVアメリカでローテーションされる成果を上げた。
このアルバムからはいくつかの曲が、初期のライブ、ラジオセッション、デモトラックなどをB面に組み合わされてリリースされた。翌1988年のライブ・アルバム『ランク』は、バンド解散後にもかかわらずUKチャート2位を記録した。

### ザ・スミスのその後
1996年、ザ・スミスの4人は、裁判所で解散後初めて顔をそろえた。ドラマーのマイク・ジョイスは、作詞作曲者のモリッシーとマーに対して、ザ・スミスのレコーディングとライブからの利益のうちジョイスとルークにそれぞれ10%しか許可しなかったことを不服として調停を申し出ていた。
モリッシーとマーは、他の2人はいつも権利の分配に関して了解していたと主張したが、法廷はジョイスの訴えを認め、100万ポンド以上を遡及して受け取る権利があること、以後はザ・スミスの25%の権利を受け取る決定を下した。
モリッシーはこの決定に大いに不満で、後にこう述べている。「あの裁判はザ・スミスの生涯を安っぽく要約したストーリーだった。マイクはしゃべり続けていたが何も言わなかったのと同じだ。アンディは、名前も覚えてもらえない。ジョニーは、みんなを喜ばせようとしていたが誰も喜ばなかった。そして焼けるようなスポットライトの下にいたモリッシーは何度もこう言われたものだ、『よくも成功者になっていられるな』、『よくも活動できるものだな』と。僕にとってザ・スミスは美しいものだったのにジョニーが出て行って、マイクが壊したんだ。」。
モリッシーとマーは、近年のインタビューでは両者の関係に雪解けが見られそうな発言をしているが、両者とも再結成は頑として否定している。
2005年には、テレビ局VH1のバンド再結成番組がザ・スミスの再結成を試みたものの、モリッシーに接触できず断念した。
2006年には、モリッシー自身にもある音楽イベント主催者から巨額を提示され、再結成ライブを行うオファーがあった。彼は「金の問題ではない」と断ったことを明かし、「素晴らしい旅は終わったんだ。僕は続けたかったが（マーは）終わらせたかったんだ」と述べている。

## 人物と思想
ネオ・リベラリズムのマーガレット・サッチャー政権批判
、イギリス王室批判、バンド・エイド批判をおこなった。バンド・エイドを独善的と述べ、アフリカの貧困をサッチャーや女王に訴えるのではなく、もっぱら無職の音楽ファンから金を巻き上げているとして非難している。バンド・エイドについてこう述べたことは有名である。「ひどい曲だ。エチオピアの人々に大きな関心を持つようになれるのはいいが、この曲のせいでイングランドの人々の耳が毎日拷問を受けていることはまた別のことだ」。

## アルバム・ジャケット
ザ・スミスはそのビジュアルも独特だった。モリッシーとラフ・トレードのアートディレクターであったジョー・スリーがデザインしたアルバムやシングルには、彼ら自身の姿は一切登場せず、その代わり二色刷りで映画やポップスのスターが印刷されていた。カバーに起用されたのはモリッシーの興味の対象で、例えば古い映画やカルト映画のスター（ジャン・マレー、ジョー・ダレッサンドロ、テレンス・スタンプ、ジェームズ・ディーン）などだった。イギリスの60年代のアイドルの写真を使用したこともあった。

## ディスコグラフィ

### オリジナルアルバム
- 『ザ・スミス』 - The Smiths　（1984年）

アルバムの雰囲気は全体に物寂しく、「スティル・イル」や「サファー・リトル・チルドレン」といった曲タイトルがそれを物語っていた。「サファー・リトル・チルドレン」は、1960年代にマンチェスターで起こり全英を震え上がらせたマイラ・ヒンドリーによる連続少年殺人事件（ムーア連続殺人）を題材にしたものである。
その他明らかなことは、モリッシーが歌詞などの中でわざわざ多くの文学やポップカルチャーに言及していることである。インタビューでも彼のアイドル（アラン・ドロン、ジェームズ・ディーン、そして特にオスカー・ワイルド）について頻繁に認めているほか、歌詞の中でもささやかな引用を行っている。「プリティ・ガールズ・メイク・グレイヴス」というタイトルはジャック・ケルアックの小説『The Dharma Bums』の一節から採られている。こうした引用は、もともと読書好きな傾向のあったザ・スミスのファンを熱中させる要素となった。
「リール・アラウンド・ザ・ファウンテン」や「ザ・ハンド・ザット・ロックス・ザ・クレイドル」は当時、ペドフィリアを示唆した曲ではないかという非難を浴びている。さらに『サファー・リトル・チルドレン』は、題材になった連続殺人の犠牲者の祖母がたまたまパブのジュークボックスで聴いたことから抗議がバンドに寄せられた。しかし曲自体は子供たちの面した悲劇に対し同情的なものであり、モリッシーは後に曲の中で名前に言及した犠牲者レスリー・アン・ダウニーの母アン・ウェストと友情を築いている。
- 『ミート・イズ・マーダー』 - Meat Is Murder　（1985年）

前作以上に赤裸々で耳障りかつ政治的な歌詞が多く、特にタイトルトラック「ミート・イズ・マーダー」は菜食主義の主張が濃いものだった。ほかにも王室に対する反発を歌った陽気な曲「ノーホエア・ファスト」、体罰の横行する学校生活を歌った「ザ・ヘッドマスター・リーチュアル」と「バーバリズム・ビギンズ・アット・ホーム」なども強い印象を残した。音楽的には、バンドはより成長しさまざまなスタイルへの挑戦を行っていた。「ラショーム・ラフィアンズ」にはマーはロカビリー風のリフを加え、「バーバリズム・ビギンズ・アット・ホーム」ではルークはファンク・ベースでソロを弾いている。アルバム発売前に、かつてシングルB面に収録した「ハウ・スーン・イズ・ナウ?」を先行シングルとして再リリースしたが、この曲は『ミート・イズ・マーダー』のイギリス盤には収録されなかったがアメリカ盤および1992年以後のイギリス盤では収録されている。
- 『ザ・クイーン・イズ・デッド』 - The Queen Is Dead　（1986年）

アルバムは、彼らにとって典型的な曲とも言える辛辣で物寂しい曲「ネヴァー・ハッド・ノー・ワン・エヴァー」、従業員が上司に書いた辞職願の形式でラフ・トレードの社長ジョフ・トラヴィスに宛てたメッセージでもあるという見方もある乾いたユーモアのある曲「フランクリー、ミスター・シャンクリー」、物寂しさとユーモアの両面を合わせた曲「ゼア・イズ・ア・ライト」や「セメタリー・ゲーツ」などで構成されている。
『ローリング・ストーン誌が選ぶオールタイム・グレイテスト・アルバム500』に於いて、218位にランクイン。
- 『ストレンジウェイズ、ヒア・ウイ・カム』 - Strangeways, Here We Come　（1987年）

「ストレンジウェイズ」とはマンチェスターの王立刑務所の名前でもあった。同アルバムに収録された「ペイント・ア・ヴァルガー・ピクチャー」は、その後たくさんのコンピレーションが発売され、ザ・スミスの曲が何度も何度も再利用される将来をある意味予言した曲といえる。批評家からは様々な評価を受けたアルバムだったが、ザ・スミスのメンバーは4人ともこれをお気に入りのアルバムに挙げている。

### シングル（UK）
- ハンド・イン・グローヴ Hand In Glove

彼らのデビュー曲。
- ジス・チャーミング・マン This Charming Man

初のインディーズ・チャート1位。
- ホワット・ディファレンス・ダズ・イット・メイク? What Difference Does It Make ?

ジャケットにテレンス・スタンプの写真を使い問題になる。
- ヘヴン・ノウズ Heaven Knows I'm Miserable Now

サンディ・ショウの1960年代のヒット曲「ヘヴン・ノウズ・アイム・ミッシング・ヒム・ナウ」というタイトルをもじったもの。
- ウィリアム William, It Was Really Nothing

モリッシーの友人でアソシエイツのリードシンガーだったビリー・マッケンジーのことを書いた歌詞だと一般には信じられている。この曲のB面が、ザ・スミスのもっとも有名な曲「ハウ・スーン・イズ・ナウ ?」だった。プロデューサーのスティーブン・ストリートとの共同作業が始まった、記念すべき曲でもある。
- ハウ・スーン・イズ・ナウ? How Soon Is Now ?
- シェイクスピアズ・シスター Shakespeare's Sister
- ザット・ジョーク・イズント・ファニー・エニモア That Joke Isn't Funny Anymore
- 心に茨を持つ少年 The Boy With The Thorn In His Side

若い頃のトルーマン・カポーティが跳ぶ写真をあしらったカバー・ジャケットである。
ザ・スミスの作品で唯一邦題が付いている。
- ビッグマウス・ストライクス・アゲイン Bigmouth Strikes Again

ジャケットはジェームズ・ディーン。
- パニック Panic

後半部での歌詞、"Hang the DJ"-DJを吊るせ-と歌う箇所が問題になる。
- アスク Ask

バックボーカルはカースティー・マッコール。
- ショップリフターズ Shoplifters Of The World Unite

ジャケットはエルヴィス・プレスリー。
- シーラ・テイク・ア・バウ Sheila Take A Bow

モリッシーが初めて恋愛観について書いた曲。
- ガールフレンド・イン・ア・コーマ Girlfriend In A Coma

レーベルEMIへの移籍が決まった時に発表した。その後、ジョニー・マーが脱退する。
- アイ・スターテッド・サムシング Ｉ Started Something I Couldn't Finish>

B面はザ・スミスの前座を務めていたバンド、ジェイムスの「What's The World」のカヴァーである。
- サムバディ・ラヴド・ミー Last Night I Dreamt That Somebody Loved Me

活動中のラスト・シングル。
- ジス・チャーミング・マン This Charming Man、ハウ・スーン・イズ・ナウ ? How Soon Is Now ? 、ゼア・イズ・ア・ライト There Is A Light That Never Goes Out

解散後の1992年、販売権のWEAへの移動とベスト盤の発売に伴い、シングル・カットされた。
- アスク Ask

1995年に新しいベスト盤『Singles』の発売に伴い、シングル・カットされた。

### ライブ盤
- ランク　Rank　（1988年）

ギャノンが在籍していた1986年の録音。

### 編集盤
- ハットフル・オブ・ホロウ　Hatful Of Hollow　（1984年）

シングル曲やそのB面、また前年1983年にピールやジェンセンがDJを務めるラジオ番組で録音した際の音源などが収められた。ラジオ・セッション・バージョンの演奏は、先立つシングルやアルバムに収録されていたものよりも優れているとザ・スミスのメンバー自身も含む多くの人々が感じた。
- ザ・ワールド・ウォント・リッスン　The World Won't Listen　（1987年）
- ラウダー・ザン・ボム　Louder Than Bombs　（1987年）
- ストップ・ミー　（1988年）
- ベスト Vol.1　BEST...1　（1992年）
- ベスト Vol.2　BEST...2　（1992年）
- ザ・スミス・ヒストリー　Singles　（1995年）
- ザ・ヴェリー・ベスト・オブ・ザ・スミス　The Very Best Of The Smiths　(2001年)
- ザ・サウンド・オブ・ザ・スミス　The Sound Of The Smiths　(2008年)

## 音楽性
ザ・スミスの特徴は、ボーカルのモリッシーによる社会批判を含み、ねじれた自虐的歌詞と、作曲担当のジョニー・マーによるギター中心の曲作りであった。その歌詞は、メジャーレーベルから出ていた産業ロックやヒット曲、ラブソングなどに共感できないタイプの十代・二十代の若者たちに受け入れられ、一部の熱狂的なファンを生み、後のオルタナティヴ・ロックの一部のバンドの歌詞作りに影響を与えた。
またその曲は、同時代のネオアコまたはギターポップなどと称されるインディーズロックとともに、シンプルなギターを中心とした音楽を再興した。ザ・スミスはシンセサイザーの使用やダンス・ミュージックへの接近を拒んだ。

## デザイン・ファッション
また1980年代のイギリスなどではニューロマンティックに代表されるような、エキゾチックなファッションのバンドや雑誌（「The Face」 や 「i-D」 など）が多かったが、ザ・スミスはただのシャツにただのジーンズという普通の服でステージに上った。
モリッシーはほかにも小道具、たとえば偽物の補聴器、分厚い縁のメガネ、ズボンの後ろに挿したグラジオラスの花束などを持って登場することもあった 。

## 解散原因
メンバーの関係が悪化した原因については、マーが他のミュージシャンとの仕事を増やすのをモリッシーが嫌がるようになったことが第一にあげられる。また、マーもモリッシーの音楽的な柔軟性のなさに苛立っていたこともある。
マーの憎悪は、モリッシーがアルバムやシングルのジャケットに、トゥインクル（Twinkle）やシラ・ブラック（Cilla Black）など1960年代のポップシンガーのモノクロ写真を使うようこだわっていることに向けられた。
バンドが最後に揃ってセッションした曲（『ストレンジウェイズ・ヒア・ウィ・カム』の前に発売したシングル、「ガールフレンド・イン・ア・コーマ」のB面の「ワーク・イズ・ア・フォー・レター・ワード」と「アイ・キープ・マイン・ヒドゥン」について、マーはこう語った。「僕は『アイ・キープ～』を書いたが、『ワーク・イズ～』（シラ・ブラックのヒット曲のカヴァー）は嫌いだ。本当に我慢の限界だった。僕はシラ・ブラックの歌を演奏するためにグループを作ったんじゃない。